# Нью-йоркское такси (фильм)
«Нью-йо́ркское такси́» (англ. Taxi) — художественный фильм-экшн США 2004 года, ремейк французского фильма 1998 года по сценарию Люка Бессона.
Слоган «He’s armed, but she’s dangerous» («Он вооружен, но она опасна»).

## Сюжет
Лихачка Белль Уильямс — самая быстрая таксистка Нью-Йорка. Она мечтает о победе в настоящих соревнованиях гонщиков. И она близка к осуществлению своей мечты, но внезапно на её пути встаёт полицейский Энди Уошберн, бестолковый сыщик и неумелый водитель.
Уошберн, попавший в немилость у начальства за фиаско за рулём, преследует банду грабительниц банков под предводительством Ванессы — холодной и расчётливой красавицы (Жизель Бюндхен, Ана Криштина де Оливейра, Магали Амедей и Ингрид Вандебос). У Уошберна нет водительских прав и он рассчитывает угнаться за Ванессой и её подручными с помощью Белль. Белль получает от Уошберна карт-бланш на любую скорость и езду без соблюдения правил.

## В ролях
| Актёр              | Роль           |
| ------------------ | -------------- |
| Куин Латифа        | Белль Уильямс  |
| Джимми Фэллон      | Энди Уошберн   |
| Генри Симмонс      | Джесси         |
| Дженнифер Эспозито | Марта Робинсон |
| Жизель Бюндхен     | Ванесса        |
| Кристиан Кейн      | агент Маллинc  |
| Энн-Маргрет        | миссис Уошберн |

## Особенности съёмок
Актрисы Куин Латифа и Жизель Бюндхен специально для съёмок данного фильма два месяца обучались экстремальному вождению. Роль грабительницы Ванессы — дебют в большом кино для Жизель Бюндхен. Изначально студия предлагала пост режиссёра Люку Бессону, однако он ограничился продюсерскими и сценаристскими функциями. Многие трюки в фильме Куин Латифа выполняла самостоятельно, в то время, как Жизель Бюндхен потребовала для большинства эпизодов специального каскадёра.

## Результат проката
Фильм оказался финансово выгодным — при бюджете 25 миллионов долларов он собрал $70 778 329 суммарно в мировом прокате. При этом фильм был отрицательно воспринят критиками, на сайте Rotten Tomatoes он получил рейтинг 9% «свежести» на основе 106 рецензий кинокритиков со средней оценкой 3.5 балла из 10 возможных. На Metacritic фильм получил 27 баллов из 100 на основе 27 рецензий. Аудитории CinemaScore дали фильму оценку «B +» по шкале от A + до F.

## Компании
- Съёмки: 16 сентября 2003 года — ноябрь 2003 года
- Формат изображения: 2.35 : 1
- Формат копии: 35 mm (anamorphic)
- Формат съёмок: 35 mm
- Изображение: цветное

### Производство
- Europa Corp.
- Robert Simonds Productions
- Twentieth Century Fox Film Corporation

### Спецэффекты
- Image Engine Design Inc. (пре-визуализация)
- Pacific Title (оптические эффекты)
- Pixel Magic (визуальные эффекты)

## Выход на видео
Релиз на Blu-Ray 17 июня 2010 года, «Двадцатый Век Фокс СНГ», релиз на DVD 25 февраля 2010 года, «Флагман-Трейд».